# Oleh Turij
Oleh Jurijowytsch Turij (ukrainisch Олег Юрійович Турій; wiss. Transliteration Oleh Jurijovyč Turij; * 21. Juli 1964 in Tswitowa) ist ein ukrainischer Kirchenhistoriker. Für seine Veröffentlichungen verwendet er wie die meisten Westukrainer die Namensschreibung ohne Patronym.

## Biographie
1964 im Dorf Tswitowa im Rajon Kalusch geboren, studierte Oleh Turij nach Abschluss der Schule 1981 bis 1986 an der historischen Fakultät der Iwan-Franko-Universität in Lwiw und promovierte dort im Dezember 1994 mit der Arbeit über Die griechisch-katholische Kirche im gesellschaftlich-politischen Leben Galiziens in den Jahren 1848–1867. In den Jahren an der Doktorarbeit unterrichtete er zunächst drei Jahre am Technikum in Kalusch Geschichte, arbeitete anschließend ein Jahr am Iwan-Franko-Literatur-Museum in Lemberg und war dann bis 1998 Senior Research Fellow am Institut für historische Forschungen der Iwan-Franko-Universität. 1994 bis 2002 war er unter Borys Gudziak stellvertretender Direktor des Instituts für Kirchengeschichte, der Gründungszelle der wieder errichteten Lemberger Theologischen Akademie und später gegründeten Ukrainischen Katholischen Universität. Von 2002 bis 2008 war er Direktor des Instituts für Kirchengeschichte der nun eröffneten Ukrainischen Katholischen Universität, seither war er neben seiner Lehrtätigkeit Prorektor dieser Hochschule für die Fragen der wissenschaftlichen Arbeit und korrigiert jetzt die Außenbeziehungen. Infolge seiner Position und Sprachbeherrschung war und ist Turij erster ukrainischer Sprecher der Ukrainischen Griechisch-Katholischen Kirche im Feld der wissenschaftlichen Erforschung der Kirchengeschichte und bei der ökumenischer Begegnung mit Ukrainern im deutschsprachigen Bereich geworden. Ihm folgen nun jüngere griechisch-katholische und orthodoxe Wissenschaftler wie Andriy Mykhalejko, Serhij Bortnyk, Cyril Hovorun und andere.
Oleh Turij hat mit seiner Frau Switlana zwei erwachsene Söhne.

## Werk
Die wissenschaftliche Arbeit Turijs dreht sich zum einen um gesellschaftspolitische Phänomene der 2. Hälfte des 19. Jahrhunderts in Galizien, insbesondere interessiert ihn die Zeit der Revolution von 1848/49. Das zweite Themenfeld ist durch die Lehrtätigkeit und die internationalen kirchlichen Kontakte die Kirchengeschichte der Ukraine und das jetzige Zusammenleben der Kirchen in der Ukraine bis hin auf ihre Ausstrahlung auf gegenwärtige gesellschaftspolitische Prozesse. Seine Leitungsfunktion brachte unter anderem die Herausgeberfunktion für die Konferenzbände der vom Institut für Kirchengeschichte veranstalteten „Brester Vorlesungen“ und für die  ebenfalls hier bereits begonnene Zeitschrift „Arche“ (ukr. Kovčeh) sowie weitere Redaktions- und Übersetzungstätigkeit mit sich. Forschungsprojekte führten ihn unter anderem nach Polen, Deutschland, Österreich, Italien und in die USA. Als Gastprofessor wirkte er an den Universitäten in Lublin, Innsbruck und Mainz.

## Auszeichnungen
- 2024 Preisträger der KAAD-Stiftung Peter Hünermann

## Veröffentlichungen (Auswahl)

### Selbständige Veröffentlichungen
- Греко-Католицька Церква в суспільно-політичному житті Галичини, 1848-1867. Diss. L’viv 1994 (unveröffentlicht, Publikation nur auszugsweise in einzelnen Aufsätzen. Das Thema wurde auf Englisch auch intensiv durch John-Paul Himka erforscht)
- Cerkva mučenikiv (Kirche der Märytrer). L’viv 2002; 2005, englisch 2004, französisch 2012.
- Das religiöse Leben und die zwischenkonfessionellen Verhältnisse in der unabhängigen Ukraine. Institut für Kirchengeschichte der Ukrainischen Katholischen Universität, Lviv (Lemberg) 2007 (Ukraïna chrystyjans’ka; 12).

### Aufsätze
Im Folgenden werden nur die wichtigsten deutschsprachigen Aufsätze aufgelistet.
- Die Griechisch-Katholische Kirche und die Entstehung der ukrainischen nationalen Bewegung in Galizien, in: Ostkirchliche Studien 47 (1998) 3-21.
- Ukrainische Griechisch-katholische Kirche und Medien, in: Informationes Theologiae Europae. Internationales ökumenisches Jahrbuch für Theologie 1999, 299-320.
- Die katholischen Kirchen und die ökumenischen Beziehungen in der Ukraine, in: Ost-West. Europäische Perspektiven 2 (2001) 95-106.
- (gemeinsam mit Michael Ulrich) Orden, in: Kirche im Aufbruch: zur pastoralen Entwicklung in Ost(Mittel)Europa; eine qualitative Studie. Hg. von András Máté-Tóth und Pavel Mikluščak u. a., Ostfildern 2001, 173-189.
- Identitätsprobleme der traditionellen christlichen Kirchen in der unabhängigen Ukraine, in: Repères œcuméniques – Ökumenische Wegzeichen. Publiés par l’Institut d’études œcumeniques de l’Université de Fribourg: Die Ukraine – Ausgangspunkt der Christianisierung der Rus’ – Ausgangspunkt der christlicher Versöhnung heute? Vorträge zur ökumenischen Situation in der Ukraine im Rahmen der Studientage «Ukraine – Challenges of a Country in Transformation» 19./20. April 2002 an der Universität Fribourg, 12 (September 2002), 19-38.
- Das religiöse Leben und die zwischenkonfessionelle Beziehungen, in: Die Ukraine in Europa. Aktuelle Lage, Hintergründe und Perspektiven. Red. J. Besters-Dilger, I. Oswald. Wien – Köln – Weimar 2003, 365-415 (Buchreihe des Instituts für den Donauraum und Mitteleuropa 9).
- Die Union von Brest 1595/96, in: ContaCOr 5(2) (2003) 205-231.
- Die Union von Brest 1595/96. Entstehung und historische Hintergründe, in:  Internationales Forschungsgespräch der Stiftung PRO ORIENTE zur Brester Union. Erstes Treffen: 18.–24. Juli 2002. Hrsg. von Johann Marte. Würzburg 2004, 39-70.
- Wie Religion ins Spiel kam. Die Kirchen und die „Orangene Revolution“ in der Ukraine, in: Herder Korrespondenz 59 (2005) 261-266.
- Der „ruthenische Glaube“ und die „treuen Ruthenen“: Die habsburgerische Politik bezüglich der griechisch-katholischen Kirche, in: Grenzregionen der Habsburgermonarchie im 18. und 19. Jahrhundert. Ihre Bedeutung und Funktionen aus der Perspektive Wiens. Hg. von Hans-Christian Maner. Münster 2005, 123-132 (Mainzer Beiträge zur Geschichte Osteuropas 1).
- Staat und Religion in der Ukraine. Eine Chance für die Kirche und Staat im Grenzraum der Europäischen Union, in: Ostkirchliche Studien 54 (2005) 106-114.
- Eine Grenzüberschreitung? Zu der Beziehungen zwischen Griechisch- und Römisch-Katholischen in der Ukraine, in: Grenzen: Gesellschaftliche Konstitutionen und Transfigurationen. Hrsg. von Hans Hecker. Essen: Klartext Verlag, 2006, 115-127 (Europäische Schriften der Adalbert-Stiftung-Krefeld; 1).
- Die griechisch-katholische Kirche und die ukrainische nationale Identität in Galizien im 19. Jahrhundert, in: Konfessionelle Identität und Nationsbildung. Die griechisch-katholischen Kirchen in Ostmittel- und Südosteuropa im 19. und 20. Jahrhundert. Hrsg. von Hans-Christian Maner, Norbert Spannenberger. Stuttgart: Franz Steiner Verlag, 2007, 41-49 (Forschungen zur Geschichte und Kultur des östlichen Mitteleuropa; 25).
- Autorität der Tradition und traditionelle Autoritäten: das Synodalwesen der Kyiver Kirche bei der Vorbereitung und beim Abschluss der Union von Brest, in: Autorität und Synodalität. Frankfurt am Main 2008, 253-271.
- Religiöses Leben und zwischenkonfessionelle Verhältnisse in der Ukraine: Geschichte und Gegenwart, in: Ostkirchliche Studien 57 (2008) 128-149.
- Ekklesiale und nationale Identität der Griechisch-Katholischen Kirchen Ost- und Mitteleuropas: Kohärenz und Diskrepanz, in: Die Mission der katholischen Ostkirchen im Rahmen der Weltkirche und für die Moderne Welt. Hrsg. von Yuriy Kolasa. – L'viv: Svichado, 2013, 243-255.
- Einleitung: Religiöser Pluralismus, das Politische und die Ukraine, in: Religiöse Pluralität als Faktor des Politischen in der Ukraine. Hrsg. von Katrin Boeckh und Oleh Turij. Regensburg 2015, 1-12.
- Historische Wurzeln interkonfessioneller Konflikte in der gegenwärtigen Ukraine: Identifikationsprobleme der christlichen Kirchen, in: Religiöse Pluralität als Faktor des Politischen in der Ukraine. Hrsg. von Katrin Boeckh und Oleh Turij. Regensburg 2015, 115-138.

### Herausgeberschaften
- Holovna Rus’ka Rada, 1848-1851: protokoly zasidan' i knyha korespondenciï. L’viv 2002.
- Міклош Томка й Олег Турій (ред). Віра після атеїзму: релігійне життя в Україні в період демократичних перетворень і державної незалежности. Львів: Вид-во УКУ 2004.
- Johann Marte, Oleh Turij (Hg.). Die Union von Brest (1596) in Geschichte und Geschichtsschreibung: Versuch einer Zwischenbilanz. Materialien des Internationalen  Forschungsgesprächs der Stiftung PRO ORIENTE zur Brester Union (Drittes Treffen: Lviv, 21.– 23. August 2006) und des Internationalen wissenschaftlichen Symposiums des Instituts für Kirchengeschichte der Ukrainischen Katholischen Universität «Die Union von Brest: Perspektiven des wissenschaftlichen Konsenses im Kontext des nationalen und konfessionellen Diskurses» (Lviv, 24.– 27. August 2006). L'viv 2008.
- Johann Marte mit Erzbischof Jeremiasz (Anchimiuk), Oleh Turij und  Ernst Christoph Suttner (Hg.). Die Brester Union. Forschungsresultate einer interkonfessionellen und internationalen Arbeitsgemeinschaft der Wiener Stiftung Pro Oriente.  Teil I: Vorgeschichte und Ereignisse der Jahre 1595/96. Würzburg 2009.